# Dibrachys maculipennis
Dibrachys maculipennis är en stekelart som beskrevs av Szelenyi 1957. Dibrachys maculipennis ingår i släktet Dibrachys, och familjen puppglanssteklar. Enligt den finländska rödlistan är arten nära hotad i Finland. Arten är reproducerande i Sverige. Artens livsmiljö är torra gräsmarker.